# Harri Huhtala
Harri Hilmer Huhtala (Paattinen, 13 de agosto de 1952) é um atleta finlandês de lançamento de martelo que participou dos Jogos Olímpicos de Verão de 1980 e de 1988.